# MBKエンターテインメント
MBKエンターテイメント（エムビーケーエンターテイメント、朝: MBK엔터테인먼트、英:  MBK Entertainment）は、かつて存在した韓国の芸能プロダクションである。MBKは「MusicBeyondKorea」の略語である。T-ARA、F-ve Dolls、SPEED、DIAらを輩出した。

## 概要
2007年1月9日にコアコンテンツメディアとして
CJ E＆MMusicの子会社レーベルとして設立された。
2014年10月1日、コアコンテンツメディアがMBK株式会社（旧CS ELSOLAR株式会社）に買収され、MBKエンターテインメントに改称されたことを発表。
2022年、会社体制を子会社のPOCKETDOL STUDIOに移行したため、MBKエンターテインメントは閉鎖した。

## 過去の所属アーティスト

### グループ
- SG Wannabe（2006年 - 2009年）
- SeeYa（2009年 - 2011年）
- Black Pearl（2007年 - 2012年）
- SUPERNOVA（2007年 - 2012年）
- Coed School（2010年 - 2013年）
- ダビチ（2008年 - 2014年）
- Gangkiz（2012年 - 2014年）
- F-ve Dolls（2011年 - 2015年）
- SPEED（2012年 - 2015年）
- The SeeYa（2012年 - 2015年）
- T-ARA（2009年 - 2017年）
- DIA（2015年 - 2020年）

### 歌手
- Yangpa（2007年 - 2012年）
- ホン・ジヨン（2009年 - 2014年）
- コ・ナヨン（2015年）
- Kwang Toh（2014年 - 2015年）
- Nutaz（2014年 - 2017年）
- HighBrow（2015年 - 2016年）
- Shannon（2011年 - 2019年）
- キム・ダミ（2012年 - 2019年）

### 俳優
- ノ・ミヌ（2009年 - 2012年）
- ナム・ギュリ（2006年 - 2014年）
- ハ・ソクジン（? - 2015年）
- チョ・ソウン（2012年 - 2015年）
- イ・ヘイン（2012年 - 2016年）
- キム・ギュリ（2014年 - 2016年）
- ソン・ホジュン（? - 2016年）
- ペク・ダウン（2016年）
- キム・ガファ（2012年 - 2017年）
- キム・ミンチェ（2014年 - 2017年）
- ヨン・ソラ（2014年 - 2017年）
- キム・ミンヒョン（2014年 - 2017年）
- ジュン・ジェヒョン（2012年 - 2017年）
- ムン・ヒキュン（2015年 - 2017年）
- パク・セジュン（2016年 - 2018年）
- パク・サンウォン（? - 2019年）
- キム・ヒュファン（2012年 - 2019年）

## 製作・協力
- コ死（2008年）
- シンデレラマン（2009年）
- コ死2（2010年）
- Sweet Temptation（2015年）
- The Unit（2017年 - 2018年）
- UNDER19（2018年 - 2019年）
- ミス・トロット（2019年）
- PRODUCE X 101（2019年）
- ミスタートロット（2020年）